# Занос

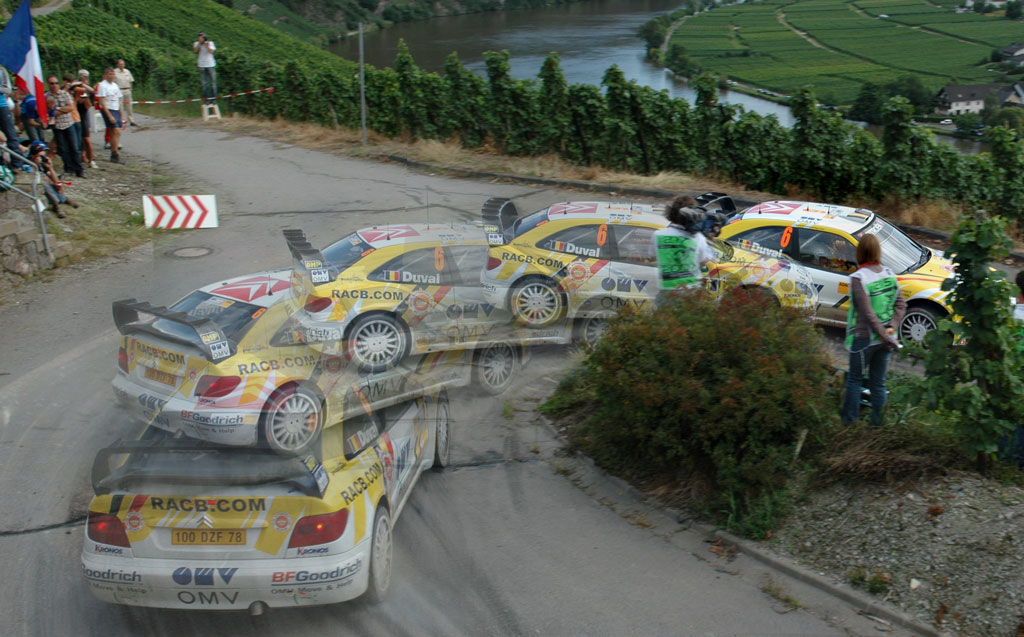
Использование заноса в ралли

Занос — нарушение движения автомобиля или мотоцикла вдоль продольной плоскости колёс. Вызывается умышленно водителем (для скоростного прохождения поворотов), либо неумышленно.
В отличие от автомобилей, двухколесные мотоциклы неспособны к устойчивому движению в управляемом заносе, кроме спортивных, например в спидвее, где мотоциклы проходят виражи исключительно в управляемом заносе.
Кроме того, в некоторых региональных диалектах заносом называют вынос, то есть, превышение радиуса кривой, описываемой при движении в повороте задними крайними точками корпуса над радиусом кривой, описываемой внешним колесом неповоротной оси (либо, в случае трамваев, радиусом внешнего рельса), особенно у длинномерных транспортных средств или прицепов (полуприцепов).

## Причины неумышленного заноса
- плохое сцепление колес с дорогой (в том числе чрезмерный износ покрышек и аквапланирование).
- неправильная работа со сцеплением
- резкий сброс газа на ходу
- резкий манёвр рулем
- низкое давление в шинах

## Меры предосторожности
Разработан ряд рекомендаций для водителей по вождению автотранспорта с целью предотвращения опасности заноса.

## Физика явления
Занос автомобиля при движении на повороте возникает, когда центробежная сила превышает силу сцепления колес автомобиля с дорогой: {\displaystyle {\frac {Mv_{a}^{2}}{R}}=\varphi Mg}. Здесь {\displaystyle M} — масса автомобиля, {\displaystyle v_{a}} — скорость автомобиля, {\displaystyle R} — радиус поворота (расстояние от центра поворота до середины задней оси), {\displaystyle \varphi } — коэффициент сцепления колес автомобиля с полотном дороги, {\displaystyle g} — ускорение свободного падения. Таким образом, предельная скорость движения автомобиля на повороте составляет {\displaystyle v_{a}={\sqrt {\varphi Rg}}}.
Боковой занос автомобиля также возможен при резком торможении, когда водитель включает блокировку колёс. При качении автомобильных колес без проскальзывания касающаяся дорожного полотна часть колес неподвижна. Возможному боковому перемещению автомобиля препятствует трение покоя {\displaystyle \mu G}, где {\displaystyle \mu } — коэффициент трения, {\displaystyle G} — вес автомобиля. При блокировке колес они проскальзывают в месте соприкосновения с дорожным полотном. Сила трения и в этом случае равна {\displaystyle \mu G}, но она направлена противоположно вектору скорости автомобиля относительно дорожного полотна. Сила, необходимая для бокового перемещения автомобиля {\displaystyle F=\mu G\sin \alpha }, где {\displaystyle \alpha } — угол между полной скоростью автомобиля и его скоростью вдоль дороги. Если скорость бокового движения автомобиля {\displaystyle v} много меньше его скорости вдоль дороги {\displaystyle u}, то {\displaystyle \sin \alpha ={\frac {v}{u}}} и {\displaystyle F={\frac {\mu Gv}{u}}}. Таким образом, сила, необходимая для бокового перемещения автомобиля пропорциональна его боковой скорости. Медленное боковое перемещение автомобиля (занос) может вызываться сколь угодно малой силой.